# Bode
Bode je řeka v Německu, přesněji ve spolkové zemi Sasko-Anhaltsko, odvodňující východní část pohoří Harz. Je to třetí nejvýznamnější přítok řeky Sály ústící do ní zleva u města Nienburg v nadmořské výšce 56 m. Délka řeky s pramenem Warme Bode je 168,5 km. Plocha povodí měří 3297,4 km².

## Průběh toku
Řeka má dvě zdrojnice Warme Bode a Kalte Bode, které se stýkají u obce Königshütte. Obě pramení v pohoří Harz, jižně až jihozápadně od jeho nejvyššího vrcholu Brocken (1141 m). Warme Bode pramení v oblasti Bodebruch v nadmořské výšce 843 m na území spolkové země Dolní Sasko. Její délka je 25 km. Kalte Bode, dlouhá 17 km, pramení v nadmořské výšce 873 m v rašeliništi Bodesprung na území Sasko-Anhaltska. Řeka teče v úzké dolině nejprve východním směrem k městu Thale. Odtud pokračuje na severovýchod, protéká městem Quedlinburg. Od tohoto města teče převážně na sever k Oscherslebenu, kde se její tok otáčí k jihovýchodu. Tento směr si řeka udržuje až ke svému ústí do řeky Sály u města Nienburg.

### Větší přítoky
- levé – Holtemme, Großer Graben
- pravé – Selke

## Vodní režim
Průměrný průtok v ústí je 12,8 m³/s.

## Využití
Na horním toku byly vybudovány přehradní nádrže a vodní elektrárny. Na řece leží města Thale, Quedlinburg, Wegeleben, Gröningen, Oschersleben, Egeln a Stassfurt.